# Argyle (Minnesota)
Argyle é uma cidade localizada no estado americano de Minnesota, no Condado de Marshall.

## Demografia
Segundo o censo americano de 2000, a sua população era de 656 habitantes. 
Em 2006, foi estimada uma população de 629, um decréscimo de 27 (-4.1%).

## Geografia
De acordo com o United States Census Bureau tem uma área de 
4,0 km², dos quais 4,0 km² cobertos por terra e 0,0 km² cobertos por água. Argyle localiza-se a aproximadamente 258 m acima do nível do mar.

## Localidades na vizinhança
O diagrama seguinte representa as localidades num raio de 28 km ao redor de Argyle. 